# Dominicus Gundisallinus
Dominicus Gundisallinus (spanyolul: Domingo Gundisalvo), (Segovia, 1115 körül – Toledo, 1190 után) latin nyelven író középkori hispániai filozófus és műfordító.
Toledo városában működött, és De divisione philosophiae címen egy bevezetést írt a filozófia tanulmányozásához. A mű érdekessége, hogy Nyugat-Európában elsőként a hét szabad művészet quadriviumához hozzáadja Gundisallinus a fizikát, a lélektant, a metafizikát, a politikát, és a gazdaságtant is. A De processione mundi a teremtés történet keresztény értelmezése. Egyéb írásai az Avicenna hatása alatt született De immortalitate animae, és a De unitate, amelyet már nem sokkal később Boethiusnak tulajdonítottak tévesen.
Avicebron Fons vitaejének és Avicenna Metafizikájának latin nyelvre való átültetése jelentős fordítói tevékenységét mutatja.